# 瑟勒河桥村
瑟勒河桥村（法語：Ponts sur Seulles，法語發音：[pɔ̃ syʁ sœl]）是法国卡尔瓦多斯省的一个市镇，属于巴约区。该市镇于2017年由原市镇朗特伊、昂布利和蒂耶瑟维尔合并而成，行政中心位于朗特伊。

## 地名
该地名意即为“瑟勒河上的（数座）桥”。

## 地理
瑟勒河桥村（49°16'11"N, 0°30'54"W）面积12.86 平方千米，位于法国诺曼底大区卡爾瓦多斯省，该省份为法国西北部沿海省份，北濒大西洋英吉利海峡，东北与滨海塞纳省以海上边界相接，东临厄尔省，南至奧恩省，西与芒什省接壤。
与瑟勒河桥村接壤的市镇（或旧市镇、城区）包括：滨海圣克鲁瓦、瑟勒河畔科隆比耶、邦维尔、勒维耶、方丹亨利、勒弗雷讷卡米伊、瑟勒河畔克勒利、克雷蓬、贝桑地区穆兰。
瑟勒河桥村的时区为UTC+01:00、UTC+02:00（夏令时）。

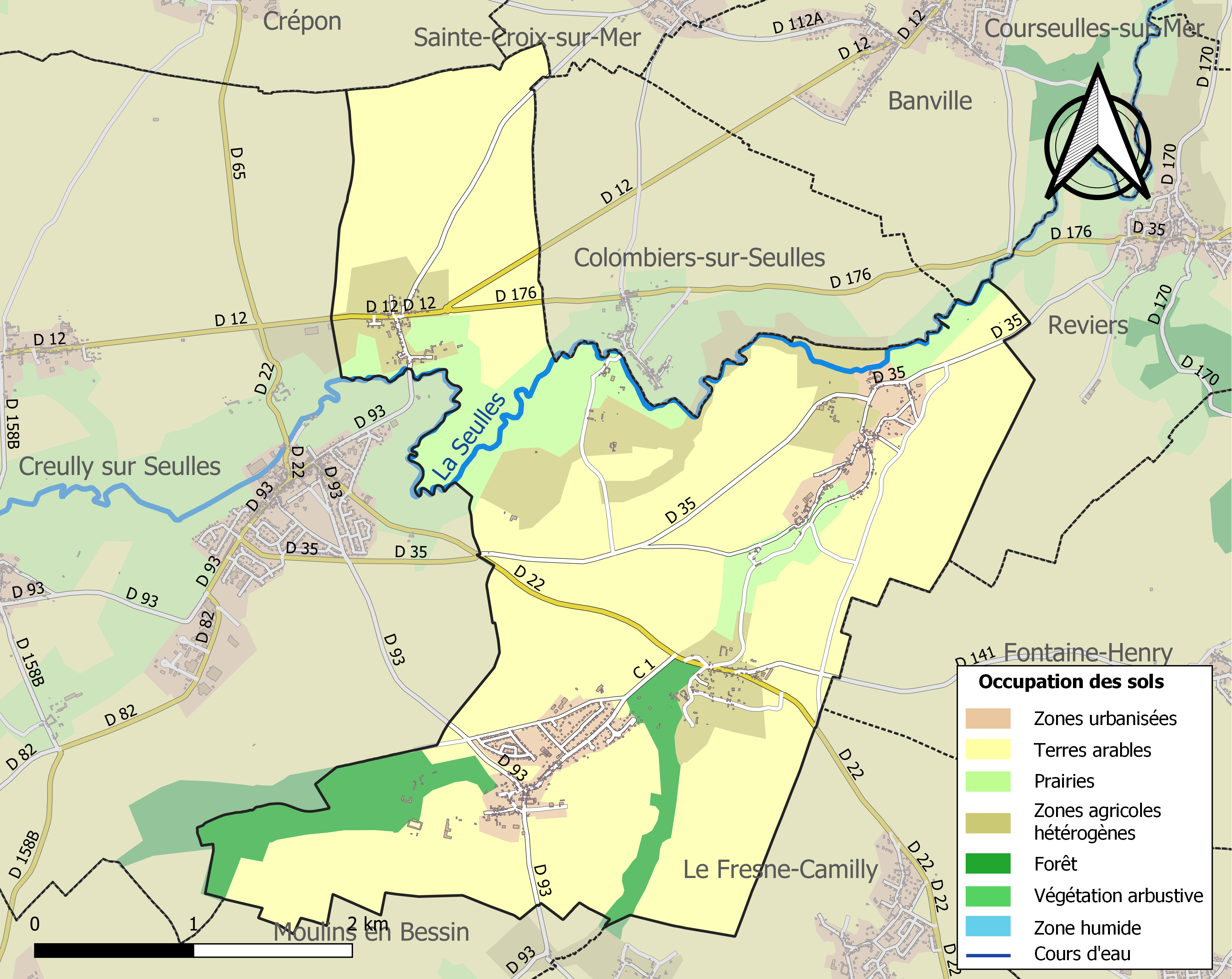
瑟勒河桥村的OSM定位图

## 行政
瑟勒河桥村的邮政编码为14480，INSEE市镇编码为14355。

## 政治
瑟勒河桥村所属的省级选区为蒂和米县。

## 人口
瑟勒河桥村于2022年1月1日时的人口数量为1211人。